# Radošov (hradiště)
Radošov (též Stengelberg nebo Jazyk) je pravěké hradiště a raně středověká sídelní lokalita na vrchu Košťál u Radošova v okrese Karlovy Vary. Od roku 1964 je hradiště chráněno jako kulturní památka.

## Historie
Podle nálezů získaných malým archeologickým výzkumem ve vnitřním příkopu akropole bylo nejstarší osídlení lokality datováno do období kultur popelnicových polí z mladší doby bronzové. Později bylo místo osídleno v době halštatské a znovu během sedmého a osmého století Slovany. Hradiště spolu se sousedním hradištěm na Liščím vrchu kontrolovalo úzké údolí řeky Ohře. Vzájemná souvislost obou hradišť však nebyla prokázána.

## Stavební podoba
Akropole hradiště se nachází ve vrcholové části ostrožny dlouhé asi 350 metrů. Svahy jsou pokryté kamennou sutí považovanou za zbytky rozpadlých valů. Nejzápadnější část hradiště je oddělena příčným valem. Na jihovýchodní straně, kudy vedla přístupová cesta, chránil hradiště příkop. Předhradí se údajně nacházelo na vrcholu druhé plošiny oddělené od akropole širokým sedlem.